# 天水镇
天水镇，是中华人民共和国甘肃省天水市秦州区下辖的一个乡镇级行政单位。

## 行政区划
天水镇下辖以下地区：
天水村、大山村、李尧村、铁堂峡村、石滩村、庙坪村、安家村、焦李村、董家坪村、王庄村、元树村、杏沟村、双闫村、杨集村、嘴头村、蒲后村、孙陈村、胡沟村、苏寨村、上游村、东风村、石徐村、青年村、古集村、柴家山村和杨湾村。